# Лангенберг (Вестфалія)
Лангенберг (нім. Langenberg) — громада в Німеччині, знаходиться в землі Північний Рейн-Вестфалія. Підпорядковується адміністративному округу Детмольд. Входить до складу району Гютерсло.
Площа — 38,71 км2. Населення становить 8597 ос. (станом на 31 грудня 2020).